# التفتيش (رشيد)
قرية التفتيش هي إحدى القرى التابعة لمركز رشيد في محافظة البحيرة في جمهورية مصر العربية. حسب إحصاءات سنة 2006، بلغ إجمالي السكان في التفتيش 4414 نسمة، منهم 2094 رجل و2320 امرأة.